# Vrčak

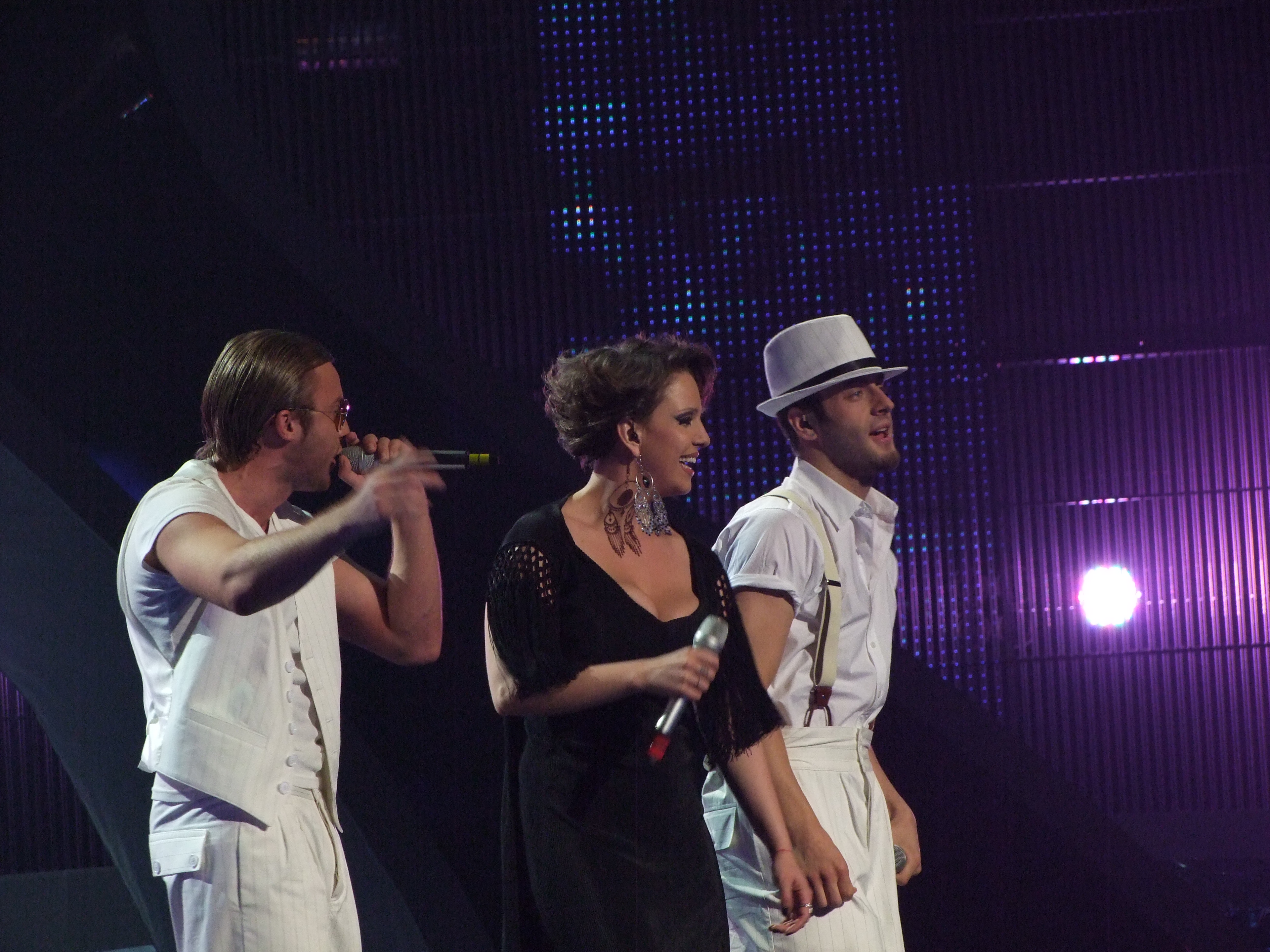
Semifinal do festival Eurovisão da canção de 2008

Vrčak é uma cantora macedónia. Vrčak foi uma das representante da Macedónia no Festival Eurovisão da Canção 2008.